# 中央工业安全部队
中央工业安全部队（英語：Central Industrial Security Force，缩写为CISF）是印度中央武装警察部队的一个分支。直属于印度内务部。有165,000人，未来2-3年扩充至20万人，成为世界最大的工业安全部队。负责300个工业单位与其他设施的安全。包括原子能设施、航天设施、铸币厂、油田与炼油厂、大型港口、重型工程、钢厂、拦河坝、化肥厂、机场、电站等中央国企。

## 历史
1969年3月10日根据印度国会的法案组建，有2800人。1983年6月15日根据印度国会的法案成为印度的联邦武装力量。

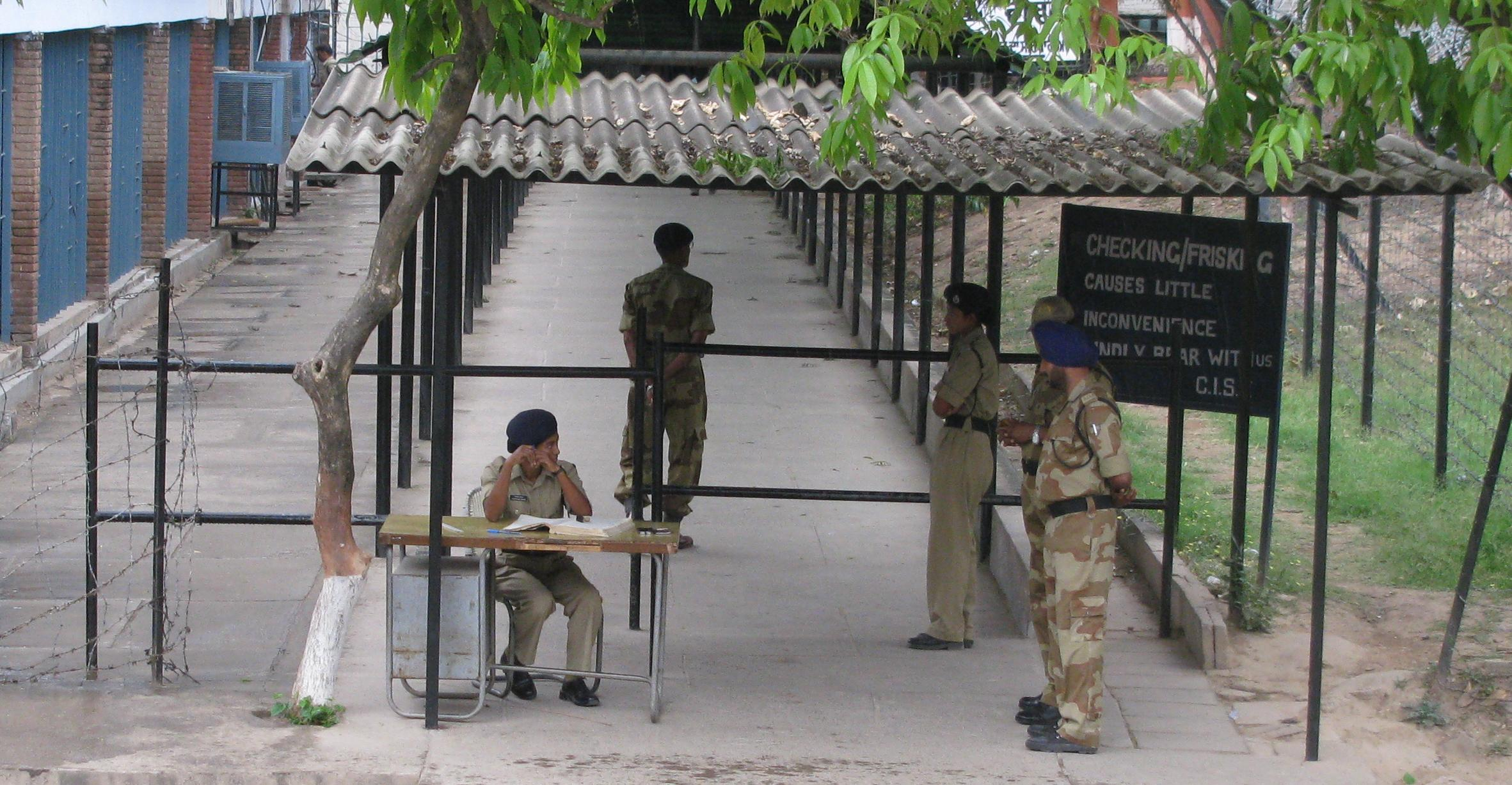
中央工业安全部队检查站